# Czosnów
Czosnów è un comune rurale polacco del distretto di Nowy Dwór Mazowiecki, nel voivodato della Masovia.
Ricopre una superficie di 128,34 km² e nel 2004 contava 8 626 abitanti.

## Amministrazione

### Gemellaggi
- Fiamignano